# 輕型巡防艦
軽型フリゲート（中国語:輕型巡防艦）は中華民国海軍が計画している次世代水上戦闘艦。
当初の12項の造艦計画のうち、主力ミサイルフリゲート（FFG)計画であった「震海計画」の遅延と、中国人民解放軍海軍に対処するのに十分な数の中大型艦が艦隊に不足していたため、「震海計画」の予算は軽型巡防艦の建造に変更されました。
対空型と対潜型を建造し 、濟陽級フリゲート6隻を、12隻で置き換える 。1番艦は2024年に建造が開始される予定である。

## 来歴
2018年9月に高雄市で開催された第2回高雄国際海事船舶・防衛産業展示会（KIMD EXPO 2018）では、国家中山科学研究院（NCSIST）と台湾国際造船が共同発表した1,400トンの軽フリゲートの設計コンセプトが展示された。
双方の情報によると、この設計コンセプト船は全長85m、全幅13.1m、吃水3.2m、排水量約1,400トン、ディーゼルエンジン2基、最高速度30ノット、 12ノットの速度で 2,200 海里の航続距離を持ち、人員70名、回転式フェーズドアレイレーダー、76mm単装速射砲を使用し、8発の艦対艦ミサイルと16発の個艦防空ミサイルを搭載しており、いずれも傾斜発射システムを備えてい。また、RHIB艇とデコイ展開システム、対潜魚雷、海剣羚近接防空ミサイル、艦載機関砲システムも装備されています。艦載ミサイルの種類は明らかにされていないが、模擬戦闘のアニメーションによると、雄風二型SSMと海剣二型SAMのはずで、外部からは第二世代の新型二級艦とみなされている。  。
2021年12月、中華民国海軍は軽型巡防艦の技術サービスの入札を行ったが、すぐに撤回された。

### 公式発表
2022年8月31日に発表された「中華民國112年度国防部予算案」において、「震海計画(中華民国海軍新世代4,500-6,500トン四面固定式のAESAを搭載したミサイルフリゲート（FFG）)」が 「軽型巡防艦」に変更されることが確定した。245億4,900万ドルの「震海計画」予算では、科目と実施スケジュールに変更はないが、1,500～2,000トン級に格下げされる(回転式フェーズドアレイレーダー使用、コルベット対応）、海軍戦闘力の格差の需要に応えた 。
2022年12月22日、入札文書の公開閲読が発表され、2隻の試作艦の総予算は約200億元で、C4IシステムはNCSISTに委託され、船体は国内公開入札で実施し、2隻の試作艦の建造費はそれぞれ90億5,000万元で、対空型は46億元、対潜型は44億5,000万元で、その他の予算はミサイル、レーダー、C4Iシステムの調達と統合費用である。船体は低RCS設計の単胴船、上部がアルミニウム製、下部が鋼鉄製の構造となっている 。
2023年11月17日、中信造船集団は軽型巡防艦および対空型試作艦建造の起工式を行った 。
2023年4月、海軍の「対空型」および「対潜型」軽型巡防艦試作艦が第2次開札プロセスを経て中信造船集団によって選定・建造された 。軽型巡防艦の戦術情報処理装置は、NCSISTから米ロッキード・マーティン社にCMS-330戦術情報処理装置を採用するよう通知された。これはカナダ海軍のCSC計画艦が選択したものと同じシステムである。
2023年8月末、海軍の内部選考を経て、アメリカのGibbs & Cox社海軍の軽型巡防艦の船体設計する予定です。軽型巡防艦は、アメリカのコンステレーション級ミサイルフリゲートを小型化したような外観  で、整備の一貫性からGEのLM2500+G4ガスタービンエンジンを搭載し、順調にいけば9月末までに詳細設計を完了する予定である。
2023年5月8日、国防部は中信造船が90億5,000万台湾ドルで落札し、5月12日から正式に契約を履行すると正式に発表した。 「対空型」と「対潜型」の試作艦2隻の引き渡しは2026年10月末までに完了する予定だ。
2023年6月、メディアによると、詳細な計算の結果、試作艦は当初の仕様より100m長くなり、総トン数は2,500トンを超えることが判明した。海軍上層部は、艦の全長が100mを超えることを確認した。海軍は全長110mを超えてはならないと主張しており、110mを超えると、トン数は全長125mの康定級フリゲートに近くなる。船体の長さとトン数は軍艦の最高速度に関係するためで、実際のトン数の大きさについては、海軍は中信造船と緊密に協議しており、詳細設計段階に入る前に6月末までに最終決定したいと考えている 。
2023年7月、関連ユニットが戦闘任務の特性に必要な兵器構成に関する報告書を提出したと指摘し、満載排水量が2,500トンに維持され、船体の全長が110m未満であれば、内部空間はかなり飽和状態になり、将来的な性能強化につながらない。海軍は中信造船と作戦要件や兵器システムの仕様について協議し、全長120m近く、排水量3,000トン近くに落ち着いた。順調にいけば、2023年8月末までに、康定級フリゲートに匹敵するトン数の軽型巡防艦試作艦の設計図が完成する。
2022年10月11日に発表された「海軍新世代軽型巡防艦建造計画」のプロジェクト報告書では、中国人民解放軍海軍が主に053H3型（江衛II型）フリゲート、054A型（江凱II型）フリゲート、 056A型コルベットトン数の小さな軍艦を主に配備し、兵力の使用を制限した。そのため、我々は2500トン級の軽型巡防艦の建造に切り替えた。海軍は2025年に「対空型」試作艦を、2026年に「対潜型」試作艦を受領する予定である 。
2022年10月12日に発表された立法院のプロジェクト報告書によると、試作艦2隻の建造に加え、後続艦10隻の建造が見込まれている。

## 設計
2023年9月中旬に開催された台北航空宇宙・防衛産業展の情報によると、Gibbs & Cox社は中信造船集団と共同で軽型巡防艦の設計を進めており、まだ予備設計（Preliminary）の段階であり、その後、契約設計（Contract，水槽試験を含む）、詳細設計を順次完了させる予定である。G&Cは、軽型巡防艦の艦体は、既製の設計ではなく、中華民国海軍の要求に完全に基づいた、ゼロからの「Clean sheet」設計であることを明らかにした。
2023年11月に豪州で開催されたインド太平洋国際海事展でのインタビューによると、Gibbs & Cox社は、台湾で2隻の軽型巡防艦を設計した後、豪州で開催されるインド太平洋国際海事展に参加するために、米国のコンステレーション級ミサイルフリゲートの設計を深く踏まえた新たな設計「AUSLF」を導き出したという。

## 同型艦
| 設計 | 艦番号 | 艦名 | 造船所   | 起工            | 進水 | 受領           | 就役 | 現況   | 注釈         |
| ---- | ------ | ---- | -------- | --------------- | ---- | -------------- | ---- | ------ | ------------ |
| 対空 |        |      | 中信造船 | 2023年 11月17日 |      | 2026年10月予定 |      | 建造中 | 対空型試作艦 |
| 対潜 |        |      | 中信造船 | 2024年1月16日   |      | 2026年10月予定 |      | 建造中 | 対潜型試作艦 |